# Катастрофа МіГ-29 в Чорному морі (1996)
31 жовтня 1996 року в Чорне море впав літак Повітряних Сил України ЗСУ МіГ-29. Ця катастрофа і на сьогодні є загадковою, адже точних причин чи хоча б останків пілота виявлено не було.

## Політ та катастрофа
31 жовтня 1996 року виконувався плановий переліт на винищувачі МіГ-29 з аеродрому "Кіровське" до Василькова з проміжною посадкою в Кіровограді (нині Кропивницький). Пілотом був 39-річний заступник командира ескадрильї майор Олег Кулик. Даний літак, як і більшість літаків, дістався Україні у спадок від Радянського Союзу. Найперший політ дослідна машина здійснила у 1977 році, а в експлуатацію МіГ-29 було прийнято у 1983. Даний літак є представником надзвукових винищувачів та здатен розвивати швидкість понад 2 400 км/год. Після розпаду СРСР Україна отримала імовірно від 182 до 220 літаків МіГ-29. Повітряна машина злітала з аеродрому Кіровське, але вже через 20 хвилин після зльоту на радарах було зафіксовано змінення курсу на 180°. Пілот не відповідав на запити з землі та незабаром літак знизився з 10 600 м до 3 400 м. Після цього борт зник з радарів над Чорним морем приблизно за 40 км від берегової лінії.
Впродовж наступних 15 днів у Чорному морі були виявлені останки літака. 7 листопада рибалки знайшли ліву секцію елерона, а 15 листопада на березі між містами Саки та Євпаторія було знайдено частину закрилка правого крила. Останки Олега Кулика знайдено не було та його оголосили загиблим.

## Після катастрофи
Точних причин катастрофи з'ясовано не було, як і не було з'ясовано чому повітряне судно так неочікувано змінило курс і так різко зменшило висоту на 7200 м, тому що бортового самописця виявлено не було, як і не було виявлено решти останків літака. Перший заступник командувача Повітряних Сил України Віктор Стрельніков назвав однією з імовірних причин катастрофи знищення літака метеоритним дощем.